# Umag
Umag (Italiaans en Venetiaans: Umago; Latijn: Humagum; Duits, verouderd: Humag) is een stad in Istrië, de meest westelijke provincie van Kroatië, gelegen op een schiereiland. Umag telt 12.901 inwoners.

## Oorsprong
De nederzetting Unlacus is ontstaan in de Romeinse tijd op een klein eiland en is verbonden met het vasteland, waardoor er een schiereiland is ontstaan met daarbij de haven.
De Slaven hebben in de 9e eeuw de streek en de stad ingenomen. Ten tijde van het bestuur door de Venetianen stond de stad bekend als Umago en kreeg ze een belangrijke havenfunctie voor de verscheping van Istrische wijn. Umago werd geplunderd door de Genuezen in de 14e eeuw maar de stad wist zich te herstellen.
Tegenwoordig is het Italiaans grotendeels uit Istrië verdwenen, al vindt men op de plaatsnaamborden nog steeds de Italiaanse naam van de gemeenten terug onder de Kroatische benaming. De benaming Umago is tegenwoordig nog steeds terug te vinden in het jaarlijkse Bluesfestival 'Umagoblues' in Umag.

## De stad

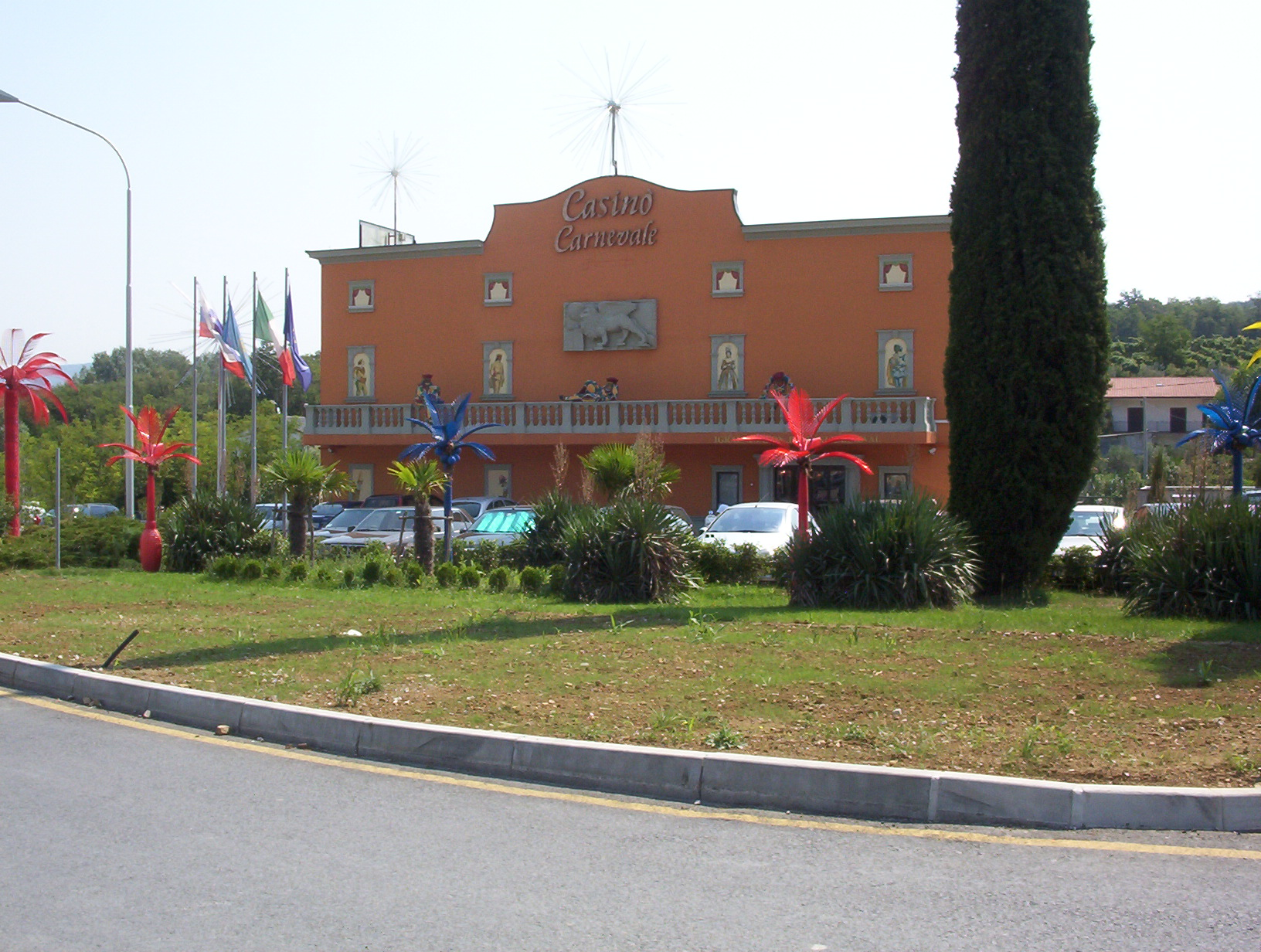
Casino in Umag.

Een groot jachthavencomplex maakt tegenwoordig deel uit van de grote haven van Umag. De stad ligt om de haven heen en bestaat uit smalle straatjes. Langs het water liggen enkele visrestaurants, barokke en renaissancistische gebouwen en de campanile (Venetiaanse klokkentoren). Deze toren behoort tot de Maria-Hemelvaart- en Sint-Peregrinuskerk (1757) met een orgel dat stamt uit 1776. Een stenen reliëf uit de 14e eeuw van Sint-Peregrinus (beschermheilige van de stad) is te zien op de muur van de kerk.
Ook zijn er in de stad verschillende hotels, campings en appartementen te vinden. De stad begon vanaf 2000 steeds toeristischer te worden.

## Kunst
Aan Trg Sveta Marina, bij het havenhoofd, bevindt zich het stadsmuseum met een archeologische collectie over het rijke verleden van het noordwestelijke deel van Istrië.
Vlakbij laat Galerie Dante Marino Cettina werken zien van tegenwoordige Kroatische, Sloveense en Italiaanse kunstenaars.
Plaatsen in Istrië: Banjole · Bertoki · Buje · Buzet · Fažana · Hum · Izola · Jagodje · Koper · Koromačno · Labin · Lucija · Medulin · Motovun · Muggia · Novigrad · Pazin · Peroj · Piran · Portorož · Poreč · Premantura ·  Pula · Rabac Luka · Ravni · Roč · Rovinj · Savudrija · Škocjan · Stalije · Štinjan · Trget · Umag · Višnjan · Vodnjan · Vrsar
Taal in Istrië: Čakavisch · Istriotisch · Istro-Roemeens · Italiaans · Sloveens · Kroatisch · Venetiaans
Andere artikelen over Istrië: Golf van Triëst · Istrische Democratische Assemblee · Italianisering · Baai van Koper · Baai van Muggia · Baai van Piran · Kvarner · Lim · Mario Andretti · Nino Benvenuti · Sergio Endrigo · Učka
Steden (gradovi): Pazin · Buje · Buzet · Labin · Novigrad · Poreč · Pula · Rovinj · Umag · Vodnjan

Gemeenten (općine): Bale · Barban · Brtonigla · Cerovlje · Fažana · Funtana · Gračišće · Grožnjan · Kanfanar · Karojba · Kaštelir-Labinci · Kršan · Lanišće · Ližnjan · Lupoglav · Marčana · Medulin · Motovun · Oprtalj · Pićan · Raša · Sveti Lovreč · Sveta Nedelja · Sveti Petar u Šumi · Svetvinčenat · Tar-Vabriga · Tinjan · Višnjan · Vižinada · Vrsar · Žminj